# Гульбердыев, Гафур
Гафур Гульбердыев (туркм. Gafur Gulberdiyev; родился 23 августа 1995 года в Стамбуле, Турция) — туркменский футболист, защитник.

## Карьера
Гафур родился в Стамбуле. Имеет опыт выступления в академиях турецкого «Фенербахче» и португальской «Боавишты».
С 2015 по 2016 на взрослом уровне выступал за команду третьего дивизиона Португалии «Мортагуа». За год сыграл всего лишь 4 матча. Летом 2016 года футболиста подписал молдавский «Саксан». 30 июля 2016 года дебютировал в основном составе в матче против «Академии». За сезон провёл 19 матчей в высшей лиге Молдавии, был капитаном команды.
О выступлениях после 2017 года сведений нет[уточнить].